# Брахо, Сефедин
Сефедин Брахо (алб. Sefedin Braho; 18 августа 1953, Тирана — 6 октября 2024) — албанский футболист, нападающий.

## Карьера

### Клубная карьера
Во взрослом футболе дебютировал в 1970 году в клубе «Партизани», за который выступал на протяжении десяти сезонов. В 1980 году перешёл в «Люфтетари», где завершил профессиональную карьеру три сезона спустя.

### Карьера в сборной
С 1983 по 1984 год сыграл два матчах за молодёжную сборную Албании.
С 1973 года выступал в официальных матчах в составе национальной сборной Албании. Его первый выход на поле состоялся в мае 1973 года в отборочном турнире чемпионата мира в матче против Туниса. Последний раз сыграл за сборную в июне 1983 года в отборочном этапе чемпионата Европы против сборной Австрии.
Всего в составе сборной принял участие в девяти матчах, забив один гол.

### Смерть
Скончался 6 октября 2024 года на 72-м году жизни.

## Достижения
«Партизани»
- Чемпион Албании: 1970/71